# Distretto di Pečenihy
Il distretto di Pečenihy (in ucraino Печенізький район?) era un distretto (rajon) dell'Ucraina, situato nell'oblast' di Charkiv. Il suo capoluogo era Pečenihy.
È stato soppresso con la riforma amministrativa del 2020.